# Barijev fluorid
Barijev fluorid je trdna spojina barija in fluora s kemijsko formulo BaF2, ki tvori prozorne kristale. V naravi se pojavlja kot mineral frankdiksonit.

## Struktura
Trdni barijev fluorid ima enako kubično kristalno strukturo kot fluorit, ki se pri visokih tlakih pretvori v strukturo svinčevega(II) klorida (PbCl2). V plinski fazi je molekula barijevega fluorida nelinearna. Kot med atomi F-Ba-F meri 108°.  Molekula se ne sklada s teorijo o odboju valenčnih elektronskih parov, ki zanjo predvideva linearno obliko. Sprva so domnevali, da je deformacija posledica vpliva orbital d pod valenčno orbitalo. Drug mogoč vzrok je polarizacija elektronskega oblaka barijevega atoma, ki vzajemno deluje z vezema Ba-F.

## Uporaba
Barijev fluorid je prozoren od ultravijoličnega do infrardečega dela svetlobnega spektra, se pravi od 150–200 nm do 11–11,5 µm, zato je uporabno gradivo za optične elemente, na primer leče. Uporablja se v oknih za infrardečo spektroskopijo, zlasti na področju analize kurilnega olja. Njegova prepustnost pri 200 nm je relativno nizka (0,60), vendar se pri 500 nm dvigne na 0,96–0,97 in ostane na tej ravni do 9 µm. Nato začne padati in pri valovnih dolžinah 10  µm  in 12 µm  doseže vrednosti 0,85 oziroma 0,42.  Lomni količnik je od 700 nm do 5 µm  približno 1,46.
Barijev fluorid je tudi pogost in eden od najhitrejših scintilatorjev za detekcijo rentgenskih žarkov, žarkov gama ali drugih visokoenergijskih delcev. Ena od njegovih vlog je odkrivanje 511 keV gama fotonov v pozitronski emisijski tomografiji. Odzove se tudi na delce alfa in beta, vendar se od večine scintilatorjev razlikuje po tem, da ne sije v ultravijolični svetlobi.  Uporablja se lahko tudi za odkrivanje visokoenergijskih nevtronov (10–150 MeV) in njihovo ločevanje od spremljajočih fotonov gama. 
Pri  segrevanju na 500 °C ga začne razjedati voda, v suhih okoljih pa je uporaben do 800 °C. Daljša izpostavljenost vlagi zmanjša njegovo prepustnost v vakuumu v ultravijoličnem območju. Je manj odporen proti vodi od kalcijevega fluorida, vendar je od vseh optičnih fluoridov najbolj odporen proti visokoenergijskem sevanju, četudi je njegova prepustnost v UV-območju manjša. Je tudi precej trd, vendar zelo občutljiv za termični šok in se zlahka zlomi.
Barijev fluorid se uporablja tudi kot polnilo za emajle in emaljne frite, kot sestavina varilnih praškov in oblog za varilne elektrode, v metalurgiji pa kot talilo, na primer v proizvodnji aluminija.